# 모스크바 국제 영화제

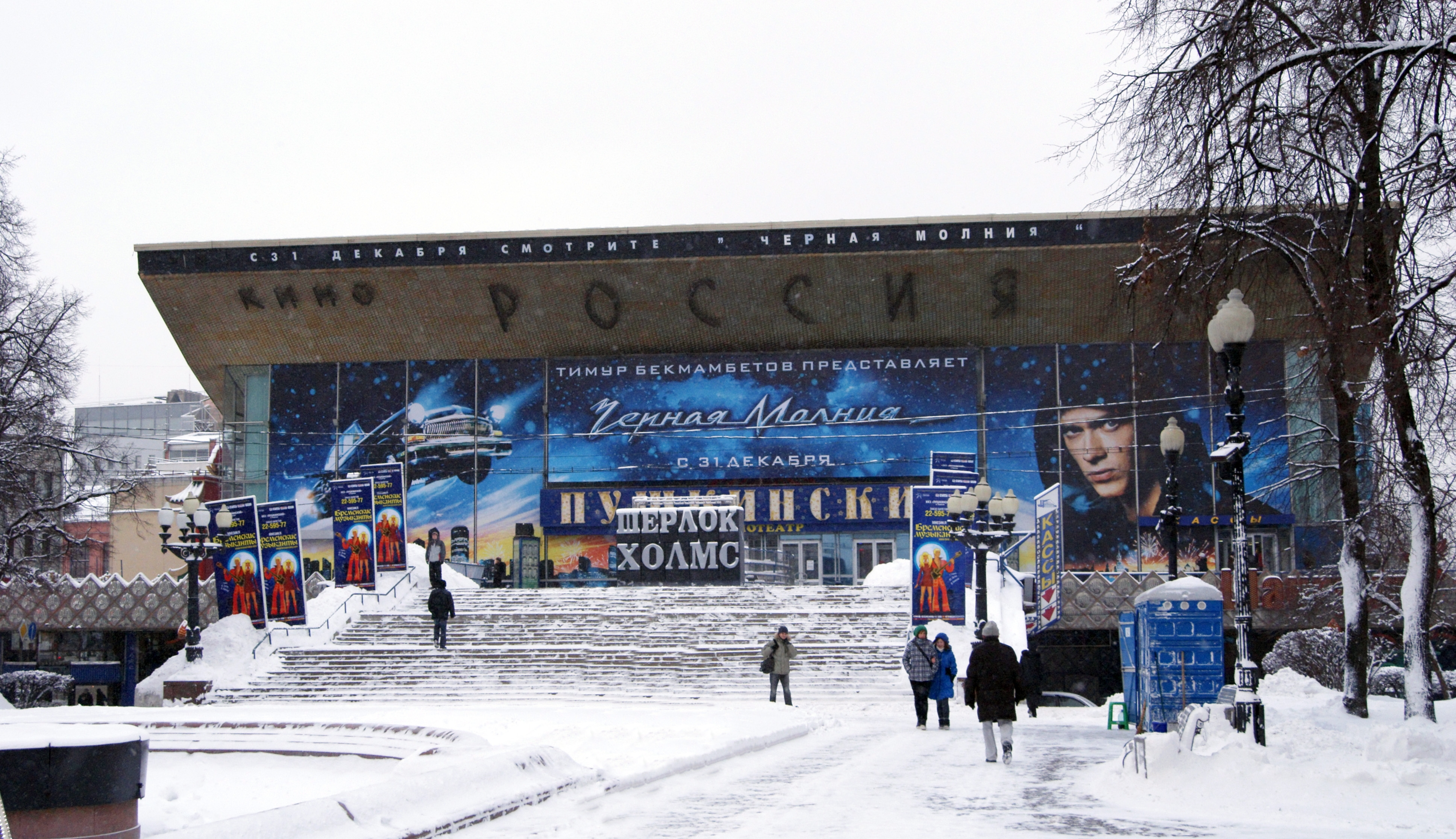

모스크바 국제 영화제(러시아어: Московский международный кинофестиваль)는 러시아 모스크바에서 2년에 한 번 열리는 국제 영화제이다. 이 영화제는 1935년에 처음 모스크바에서 개최하였으며 1959년부터 정규화되었다.
카를로비바리 영화제와 서로 번갈아가면서 1955년부터 2년에 한 번 7월마다 열렸다. 이 축제는 1995년 이후부터 한 해에 한 번 개최되고 있다. 2022년 러시아의 우크라이나 침공 사태로 인해 국제 영화 제작자 연맹(FIAPF)은 별도의 추가 고지가 있을 때까지 이 영화제의 주최를 중단한다고 밝혔다.

## 역사
- Grand Prix (1959년 ~ 1967년)
- Golden Prize (1969년 ~ 1987년)
- Golden St. George (1989년 ~ 2003년)
- Golden George (2004년 ~)

## 참조
1. ↑   보관됨 2012-05-11 - 웨이백 머신, News
2. ↑  Haring, Bruce (2022년 3월 19일). “Moscow Film Festival Has Accreditation Paused By Int'l Federation Of Film Producers”.